# 金冊 (蒙古文獻)
金冊，或音译阿勒坛·迭卜帖儿，是現已失傳的蒙古人早期歴史書，与《圣武亲征录》、《史集》、《元史》、《蒙古秘史》皆存有关联。 拉施德丁编译史集的蒙古史部分曾利用此书。有认为《圣武亲征录》是《金册》的蓝本。  